# Bombylius modestus
Bombylius modestus är en tvåvingeart som beskrevs av Friedrich Hermann Loew 1873.
Bombylius modestus ingår i släktet Bombylius och familjen svävflugor. Inga underarter finns listade i Catalogue of Life.